# Плавание тел
Плавание — способность тела удерживаться на поверхности жидкости или на определённом уровне внутри жидкости или газа. Плавание тел объясняется законом Архимеда.

## Условие плавания тел

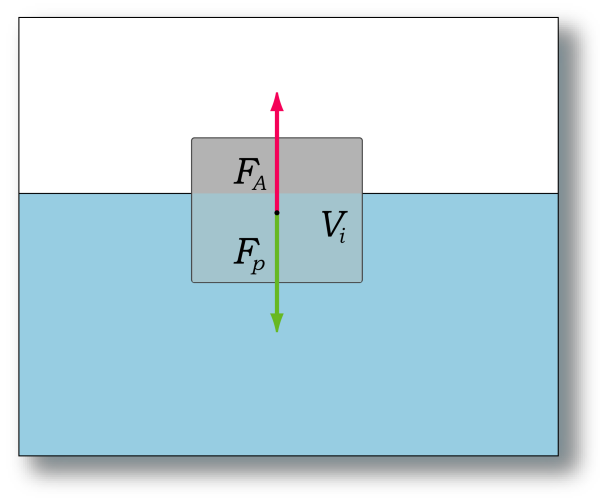
Тело, помещённое в воду, плавает, если сила Архимеда уравновешивает силу тяжести тела.

Поведение тела, находящегося в жидкости или газе, зависит от соотношения между модулями силы тяжести {\displaystyle \mathbf {F_{T}} } и силы Архимеда {\displaystyle \mathbf {F} _{A}}, которые действуют на это тело. Возможны следующие три случая:
- {\displaystyle \mathbf {F_{T}} >\mathbf {F} _{A}} — тело тонет;
- {\displaystyle \mathbf {F_{T}} =\mathbf {F} _{A}} — тело плавает в жидкости или газе;

- {\displaystyle \mathbf {F_{T}} <\mathbf {F} _{A}}— тело всплывает до тех пор, пока не начнет плавать.

## Закон Архимеда

Силы, действующие на частично погруженное тело.

Древнегреческий учёный Архимед сформулировал закон, по которому погружённое тело плавает в равновесии, когда его вес равен весу вытесненного им объёма жидкости.
При этом сила выталкивания, по природе сила давления, зависит от плотности жидкости (ρfluid), а вес (Gravity) от плотности тела (ρobject). Обе силы являются равнодействующими распределённых нагрузок.
{\displaystyle {F}_{A}=\rho {g}V,}
где {\displaystyle \rho } — плотность жидкости (газа), {\displaystyle {g}} — ускорение свободного падения, а {\displaystyle V} — объём погружённого тела (или часть объёма тела, находящаяся ниже поверхности). Если тело плавает на поверхности (равномерно движется вверх или вниз), то выталкивающая сила (называемая также архимедовой силой) равна по модулю (и противоположна по направлению) силе тяжести, действовавшей на вытесненный телом объём жидкости (газа), и приложена к центру тяжести этого объёма.
Считают, что Архимед вывел этот закон, решая задачу определения плотности тела, не прибегая к объёмам. По легенде, ему требовалось узнать, из золота ли сделана корона, весившая столько же, сколько золотой слиток. Прямо измерить объём короны он не мог из-за её сложной формы.